# Johann Georg Gmelin

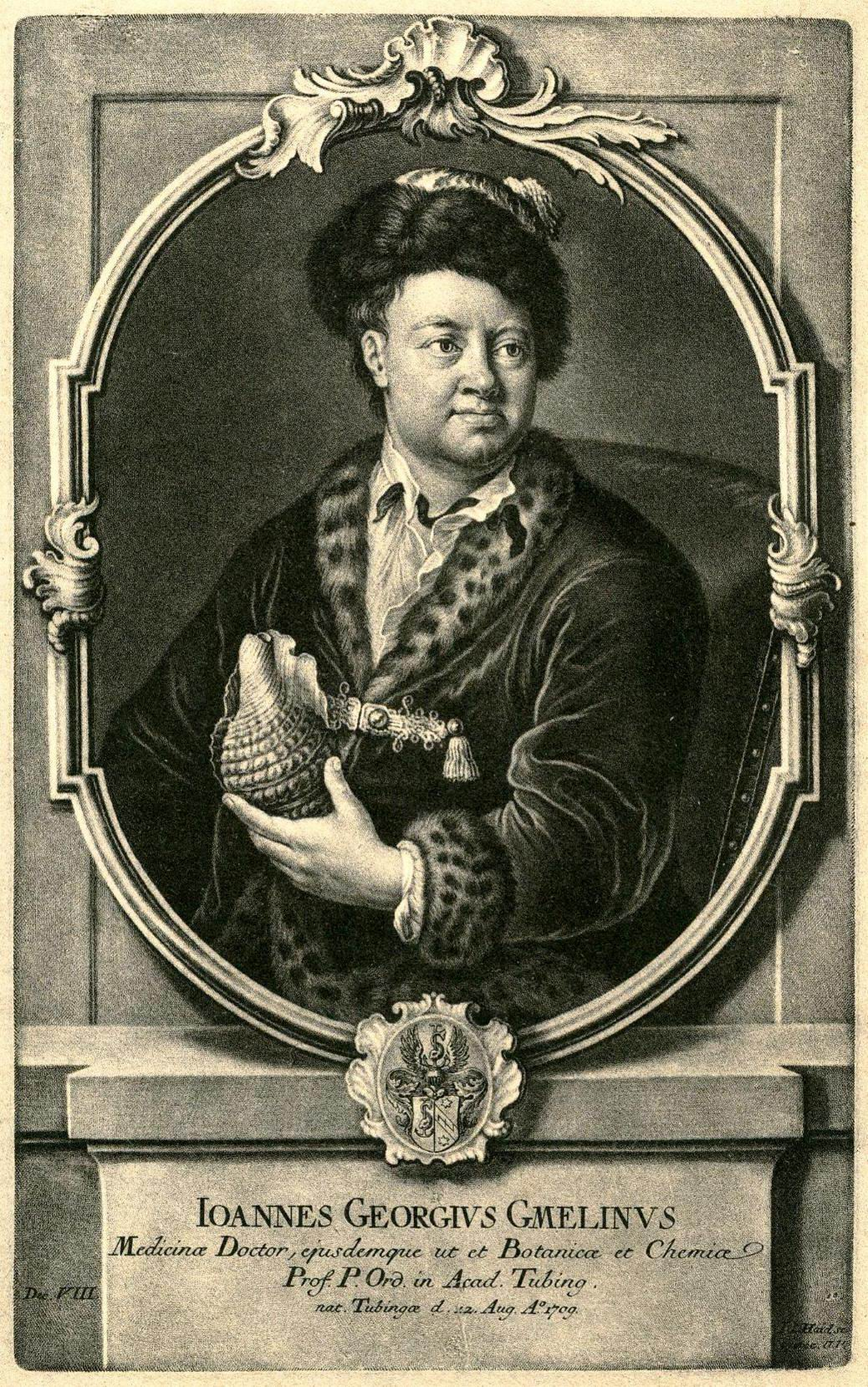
Johann Georg Gmelin

Johann Georg Gmelin (ur. 8 sierpnia 1709 w Tybindze, zm. 20 maja 1755 tamże) – niemiecki przyrodnik, badacz Syberii, autor Flora Sibirica.

## Życiorys
Johann Georg Gmelin urodził się w 1709 roku w znanej wirtemberskiej rodzinie naukowców. Już w wieku 13 lat rozpoczął studia na Uniwersytecie w Tybindze. Ukończył tam z wyróżnieniem medycynę i kierunek nauk przyrodniczych i tam też się doktoryzował. Jako młody adiunkt przeniósł się do Petersburga, gdzie jako profesor-asystent nauk przyrodniczych w 1724 utworzył Rosyjską Akademię Nauk. W wieku zaledwie 22 lat otrzymał tytuł profesora chemii i historii naturalnej.

### Wielka Północna Ekspedycja
W 1732 roku Gmelin zgłosił się do uczestnictwa w Wielkiej Północnej Ekspedycji (1733–1743) i został wybrany przez cara razem z niemieckim historykiem i geografem Gerhardem Friedrichem Müllerem, również profesorem Akademii w Petersburgu. W roku 1733 Gmelin, Müller oraz francuski astronom Louis de l’Isle wyruszyli w drogę. Była to długa i uciążliwa, jednocześnie niezmiernie ważna i wpływowa podróż na tereny dalekiej Syberii. Razem z trzema „głównodowodzącymi” – Gmelinem, Müllerem i de l’Isle – udział w wyprawie wzięło 6 studentów, 2 malarzy, 2 myśliwych, 2 alpinistów, 4 mierniczych, jak również 1 oficer i 12 żołnierzy, 1 dobosz i sowa – puszczyk uralski (Strix uralensis Pallas). Ekspedycja wróciła do Petersburga z materiałami do dzieła Flora Sibirica sive Historia plantarum sibiriae.

## Dzieła
- Voyage au Kamchatka par la Siberie, Amsterdam 1779
- Joannis Georgii Gmelini Reliquias quae supersunt commercii epistolici cum Carolo Linnaeo, Alberto Hallero, Guilielmo Stellero et al., Floram Gmelini sibiricam ejusque Iter sibiricum potissimum concernentis ... curavit Guil. Henr. Theodor Plieninger. Addita Autographa lapide impressa, Stuttgartiae 1861
- D. Johann Georg Gmelins Reise durch Sibirien, von dem Jahr 1733 bis 1743, 4 tomy, Göttingen 1751–1752.
- Leben Herrn Georg Wilhelm Stellers : gewesnen Adiuncti der Kayserl, Frankfurt 1748
- Flora Sibirica: sive Historia plantarum Sibiriae

## Upamiętnienie
Na jego cześć nazwano rodzaj roślin Gmelina z rodziny jasnotowatych.